# Тиводар Богдан Михайлович
Богдан Михайлович Тиводар (нар. 6 листопада 1970, с. Бедевля, Тячівський район, Закарпатська область) — генерал-майор, колишній заступник та начальник Головного слідчого управління СБУ. Начальник Головного слідчого управління СБУ з 4 липня 2019 року по 7 листопада 2019. Заслужений юрист України (2018).

## Життєпис
Народився 6 листопада 1970 року у селі Бедевля Тячівського району Закарпатської області.
Закінчив юридичний факультет Київського університету ім. Шевченка.
Військову службу в органах СБУ розпочав 1996 року в закарпатському обласному управлінні.
З 2005 — начальник слідчого відділу УСБУ. 2007 став заступником начальника УСБУ в Закарпатській області.
3 27 листопада 2008 року по 3 липня 2009 року був начальником управління СБУ в Закарпатській області, працював над справами русинського та угорського сепаратизму[джерело?].
2009—2013 — офіцер чинного резерву УСБУ у Львівській області в органах державної влади.
2014 — заступника начальника Головного слідчого управління СБУ, призначений за  погодження тогочасного голови ГК, генерала Василя Вовка. Був заступником у начальника Головного слідчого управління СБУ Василя Вовка, останнього згодом 23 червня 2015 року заступив Григорій Остафійчук.
7 листопада звільнений з посади Головного слідчого управління СБУ.

## Боротьба з сепаратизмом та екстремізмом
2008 — один зі священиків РПЦ в Україні на Закарпатті, Дмитро Сидор, підготував декларацію щодо надання Закарпаттю статусу автономії під юрисдикцією РФ. Було порушено кримінальну справу.
Слідство проводив Антон Дурневич, начальник слідчого відділу УСБУ з 2006 року, майор юстиції.
Сидор відкинув звинувачення. 
Тиводар спочатку заявляв про те, що СБУ не мала стосунку до справи Руслана Коцаби.. В той же час згодом виявилося, що наприкінці січня 2015 року саме управління СБУ в Івано-Франківській області розпочало кримінальне провадження щодо Коцаби.

## Звання
Військове звання — генерал-майор.

## Інше
Кандидат в майстри спорту з дзюдо і самбо.
Одружений, має сина.